# Le Locle (gemeente)
Le Locle is een gemeente en plaats in het Zwitserse kanton Neuchâtel en telt 10.311 inwoners.
In 2009 werd Le Locle samen met La Chaux-de-Fonds door UNESCO op de Werelderfgoedlijst geplaatst vanwege de specifieke stadsplanning als horlogemakersstadje.
Op 1 januari 2021 werd de buurgemeente Les Brenets opgenomen in de gemeente Le Locle.

## Geboren
- Marie-Anne Calame (1775-1834), kunstenares
- Karl Girardet (1813-1871), kunstschilder en illustrator
- Jules Philippin (1818), politicus
- Adèle Huguenin (1856-1933), schrijfster
- Lucien Lesna (1863), wielrenner
- Marguerite Evard (1880-1950), feministe en onderwijzeres
- Henri Rheinwald (1884), wielrenner
- René Savoie (1896-?), ijshockeyspeler, olympisch deelnemer
- Jaqueline Lozeron (1910-1957), historica
- Renée Clerc (1927-1970), alpineskiester en olympisch deelneemster
- Pierre Favre (1937), jazzdrummer
- Francis Matthey (1942-2025), politicus
- Bernard Challandes (1951), voetballer en voetbalcoach
- Jean-Marie Grezet (1959), wielrenner
- Luca Aerni (1993), alpineskiër

## Overleden
- Marie-Anne Calame (1775-1834), kunstenares
- Charles-Émile Tissot (1830-1910), horlogemaker en politicus
- Marguerite Evard (1880-1950), feministe en onderwijzeres